# Sepideh Raissadat
Sepideh Raissadat (em persa: سپیده رئیس‌سادات) é uma cantora, compositora e pesquisadora iraniana que atualmente reside no Canadá onde desenvolve pesquisas acadêmicas na área musical com foco na música persa tradicional, especialmente da era sassânida.

## Biografia
Sepideh Raissadat nasceu em 1980 em Teerã, capital do Irã. Apesar de estudar música desde a infância, ela concluiu um Bacharelado em Artes Plásticas no próprio Irã, tendo prosseguido os seus estudos no exterior ao obter uma segunda graduação em Musicologia e um Mestrado em Etnomusicologia, ambos pela Universidade de Bolonha, na Itália. Atualmente encontra-se cursando um doutorado em Etnomusicologia na Universidade de Toronto, no Canadá.
Seu primeiro álbum foi lançando quando Raissadat tinha apenas 18 anos.
Ela foi a primeira vocal feminina a ter uma performance solo em público no Irã após a revolução de 1979 (Niavaran concert hall, 1999).

## Discografia
- Konj-e Saburi (1999)
- Khonyagar (2002)
- 20 Years with Parviz Meshkatian (2007)
- Anwar - From Samarqand to Costantinople on the Footsteps of Maraghi (2010)
- 14 Cheerful Pieces (2010)
- Tale of Friendship (2011)
- Rhapsody of roses (2014)